# Fontcouverte-la-Toussuire
Fontcouverte-la-Toussuire település Franciaországban, Savoie megyében. Lakosainak száma 482 fő (2022. január 1.). Fontcouverte-la-Toussuire Albiez-Montrond, Saint-Alban-des-Villards, Saint-Colomban-des-Villards, Saint-Jean-d’Arves, Saint-Jean-de-Maurienne, Saint-Pancrace, Saint-Sorlin-d’Arves és Villarembert községekkel határos.

## Népesség
A település népességének változása:
| Lakosok száma | 556  | 534  | 535  | 510  | 496  | 481  | 493  | 481  | 482  |
|               | 2013 | 2015 | 2016 | 2017 | 2018 | 2019 | 2020 | 2021 | 2022 |